# Elbphilharmonie

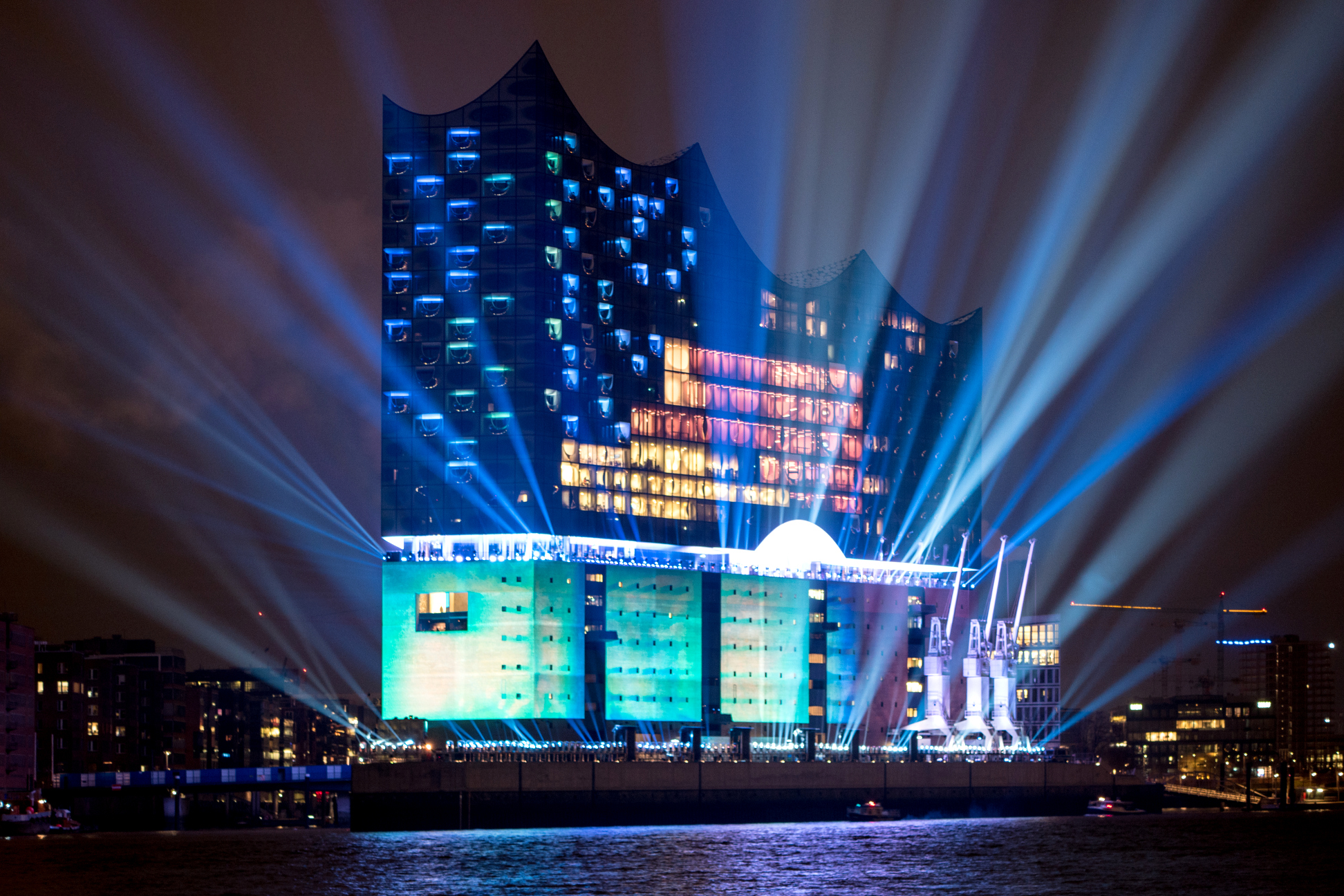
Invigningen av Elbphilharmonie 2017

Elbphilharmonie är ett konserthus i Hamburg i Tyskland. Det ritades av den schweiziska arkitektfirman Herzog & de Meuron och byggdes på det tidigare hamnmagasinet Kaispeicher A i Hafencity i Hamburg. Byggnationen påbörjades i april 2007 och färdigställdes efter flera års förseningar i början av 2017.
Den stora konsertsalen, Grosser Saal, har 2.100 platser, en mindre sal 550 platser, och den tredje salen Kaistudio har 170 platser. Den stora salen har en så kallad vingårdsform, innebärande att orkesterutrymmet ligger i salens mitt och åhörarna sitter runt omkring. För akustiken står Yasuhisa Toyota, som bland annat låtit lägga in omkring 10.000 individuellt utformade akustikplattor. Salen har en orgel med 69 register, som byggts av Klais Orgelbau. Kleiner Saal är avsedd bland annat för kammarmusik och jazzkonserter. Kaistudio är avsedd framför allt för utbildning. 
Elbphilharmonie är 26 våningar högt, varav de understa åtta finns i Kaispeicher, den ursprungliga tegeldelen. Mellan basbyggnaden och det ovanliggande huset med glasfasad, på 37 meters höjd, finns utsiktsplattformen Plaza. En böjd rulltrappa från huvudentrén på östra sidan förbinder bottenvåningen med observationsdäcket Plaza. I byggnaden finns utöver orkesterutrymmen ett hotell med 244 rum samt 45 bostadslägenheter.

## Bildgalleri

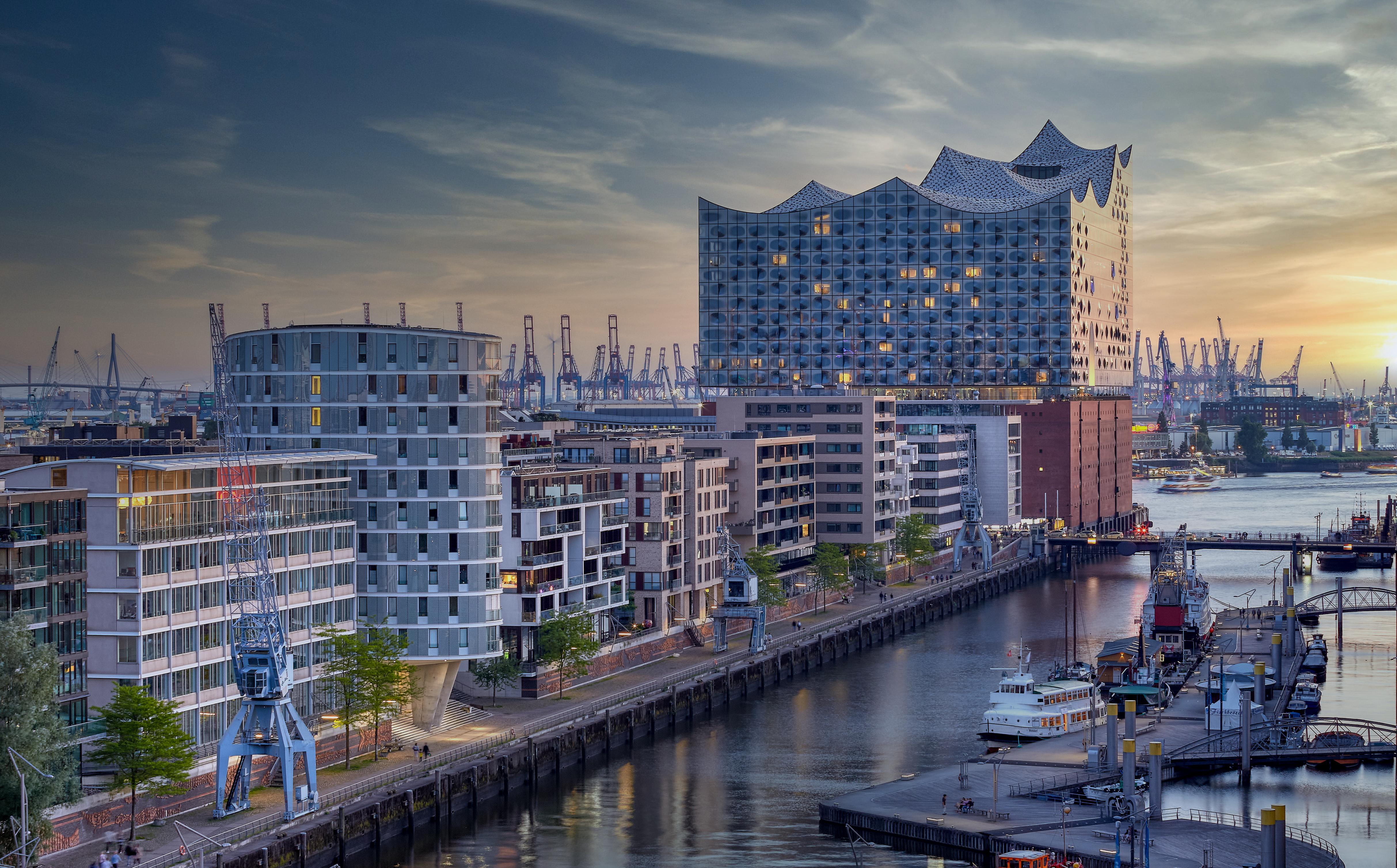
Elbphilharmonie i HafenCity
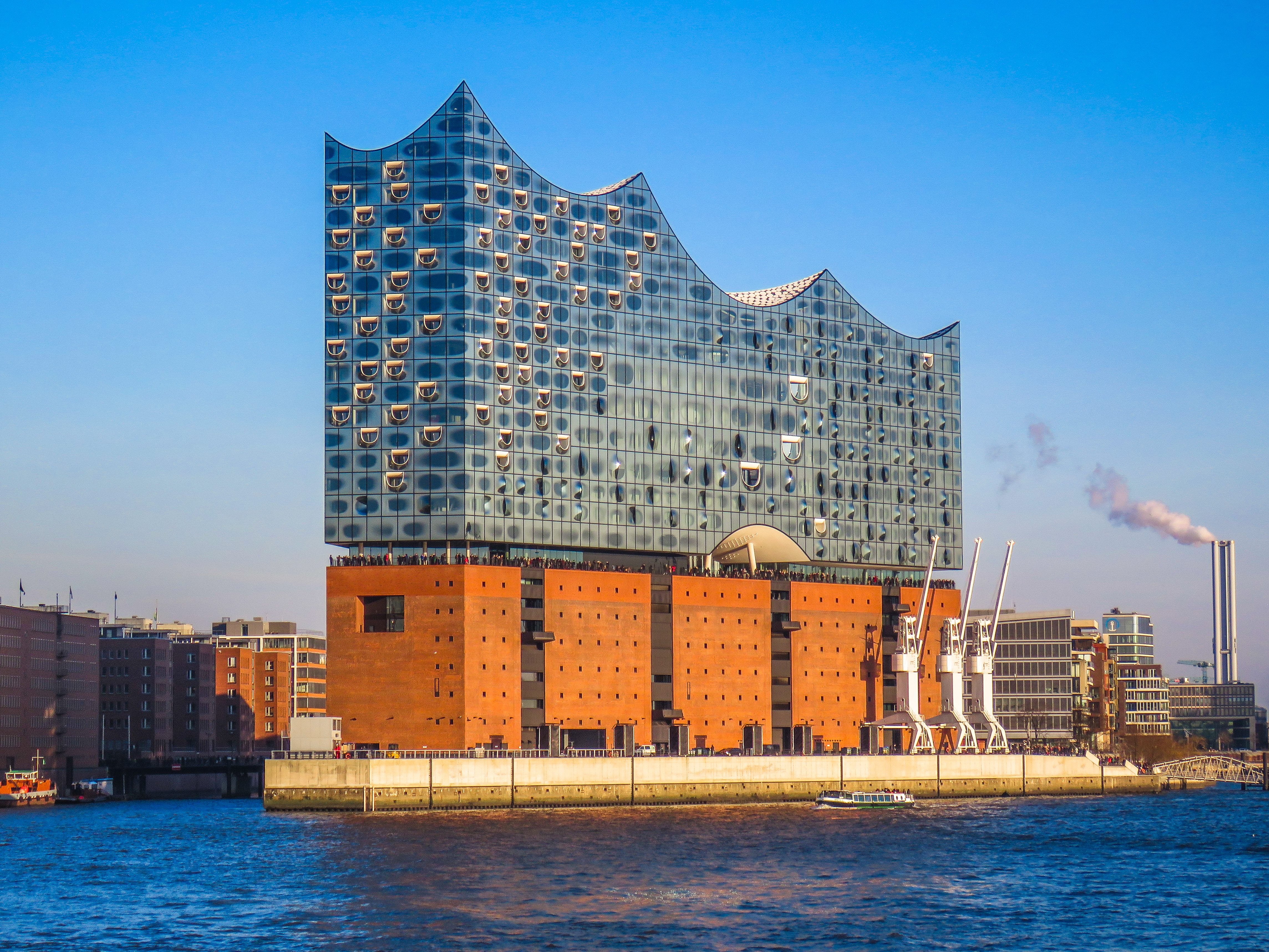
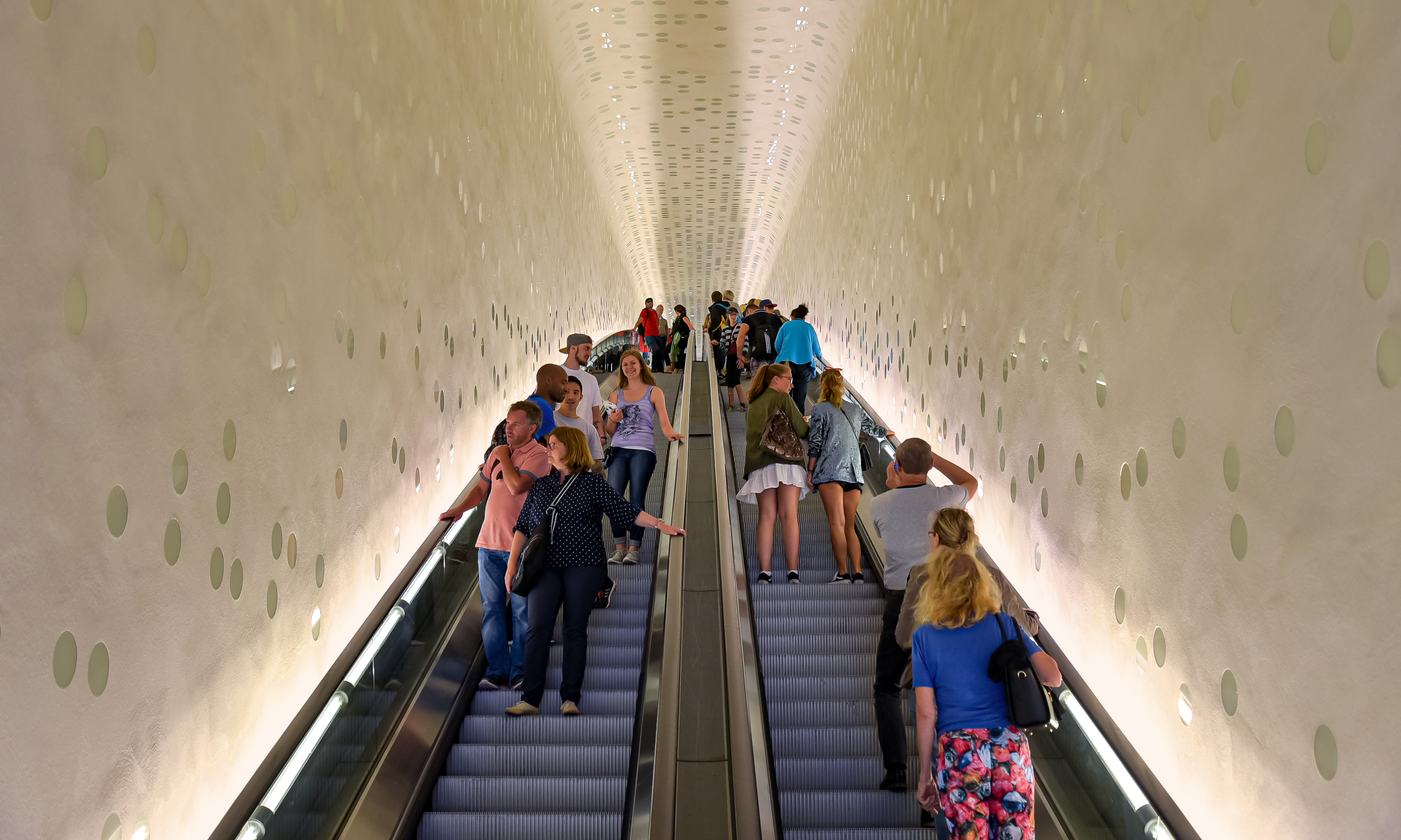
Den böjda rulltrappan
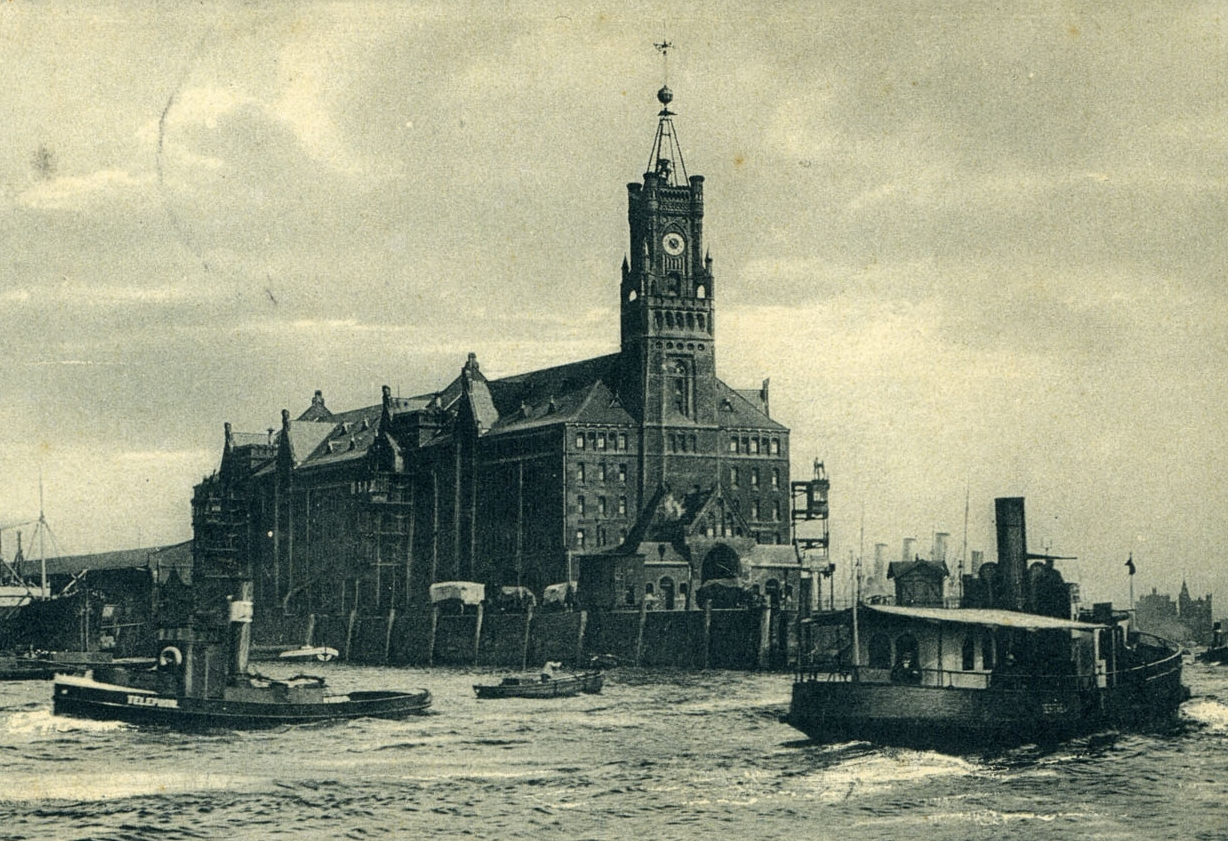
Kaiserpeicher, byggt 1885, rivet 1963